# 飯尾為種
飯尾 為種（いいのお ためたね、? - 長禄2年5月20日（1458年6月30日））は室町時代中期の室町幕府幕臣。奉行衆として活動した。飯尾為継（肥前守）の長男であるが、宗家筋の飯尾為永の官途名である「備中守」を継いでいることからその後継とみられている。法号は永祥。弟に為秀、子に飯尾為数・之種がいる。
生年は不詳であるが、為種の没後の文正元年（1466年）に次男の之種の屋敷を将軍足利義政が御成した時に母親（すなわち為種の未亡人）が80歳であったと伝えられるため、その生年と推定される嘉慶元年/元中4年（1387年）頃であったと推定する説（森幸夫説）もある。また、この時に義政から御一家の石橋治義の母（「石橋殿大方殿」）の消息を尋ねられていることから、治義の母＝石橋祐義の室は之種の姉妹＝為種の娘であったとする説（谷口雄太説）もある。

## 生涯

### 足利義持・義量の時代
応永21年（1414年）に飯尾為継が代々の屋敷地を鹿王院に売却した際に子孫を代表する形で異論がないことを署名している。足利義持・義量の時代から奉行として活動しており、応永33年（1426年）には興福寺と東大寺の衝突を阻止するために奈良へ派遣され、翌34年（1427年）には赤松満祐追討に向かった細川満元への督促の使者として派遣されている。

### 足利義教の時代
足利義教が将軍になると重用され評定衆に加えられ、南都奉行・八幡奉行・東寺奉行などの別奉行を兼務したほか、義教が関係を強めつつあった伏見宮家の担当奉行にも任ぜられた。永享5年（1433年）には伏見宮貞成親王と三宝院満済という義教に大きな影響力を与えた2人の間で所領の境界争いが起きた際にも事態の収拾に奔走している。また、鎌倉府との対立や大内氏と大友氏の争いで混沌する状況下で諸大名や満済への諮問の使者として派遣されている（こうした使者を任されるには、要人の意見を申詞にする聞き取り能力・文書作成能力も必要とされる）。永享5年閏7月延暦寺が対立した為種の配流を求めて強訴を起こすと幕府は為種を流罪にすることにするが、秘かに為種に対して尾張国に身を隠すように命じて事態の沈静化を図っている。その後、永享7年（1435年）に奉行人の筆頭である公人奉行に任ぜられた。永享12年（1440年）に勅撰和歌集である『新続古今和歌集』が完成するが、その中に為種の歌が載せられていることを知った義教は「奉行人の職務に専念していれば和歌を読む暇などない筈だ」と激怒しているが、同年の12月2日には彼の屋敷を御成（訪問）しており、処分される事は無かった。翌年の春にも一時出仕を止められるが、2か月後には呼び戻されている。永享の乱の際には錦御旗の作成について武家故実に通じた為種が世尊寺行豊と協議をしている。

### 足利義勝・義政の時代
嘉吉元年（1441年）6月の嘉吉の乱で義教が暗殺されると出家しているが職務はそのまま続け、管領細川持之が申請した赤松満祐追討の綸旨を三条実雅の屋敷にて手交されている。その後も管領畠山持国任命の使者や禁闕の変の際の内裏炎上に伴う再建事業を含めた事件処理や斯波氏の内紛の仲介などにあたり、宝徳元年（1449年）に管領細川勝元が辞意を表明した際には諸大名や伊勢貞親とともに慰留に努めている。
足利義持の時代から多くの訴訟の裁決や奉書の作成に関わり、義教・義勝・義政と3代の将軍の下で公人奉行・評定衆を務めた為種の存在感は幕府の奉行の中でも別格扱いとされて朝廷や諸大名からも重んじられ、康正2年1月10日（1456年2月15日）には異例の従四位下に叙せられた。ただし、この頃より病気がちになって既に息子の為数が家督を継いでいた形跡が見られ、その2年後に病死している。

## 人物
中原康富や清原業忠といった当代の知識人と交友があり、特に康富からは子弟とともに儒学の講義を受けたり、蜷川智蘊らとともに連歌の会を開く間柄で、朝廷の権大外記を務めた康富からも「文章優美也。可謂文武達者歟」と文才を高く評価された。更に晩年の享徳3年（1454年）には子弟のために『撮壌集』という辞書を作成し、元の摂政である一条兼良が序文を寄せている。